# Paleïctop
Els paleïctops (Palaeictops) són un gènere de petits mamífers prehistòrics pertanyents a la família Leptictidae i l'ordre Leptictida. S'alimentaven d'insectes i petits vertebrats.